# Liceum Plastyczne im. Piotra Potworowskiego w Poznaniu
Państwowe Liceum Sztuk Plastycznych im. Piotra Potworowskiego w Poznaniu – liceum plastyczne w Poznaniu, którego patronem jest polski malarz, scenograf i pedagog Piotr Potworowski (1898–1962).

## Historia
Szkoła rozpoczęła działalność w 1946 jako Państwowe Liceum Sztuk Plastycznych w Poznaniu.
W 2016 szkoła obchodziła jubileusz 70-lecia istnienia.

## Dyrektorzy
- 1946–1951 – Bronisław Bartel (1887–1968) – artysta malarz[1]
- 1951–1969 – Edward Kurzyński – pedagog[1]
- lata 70   – Rajmund Dybczyński – artysta malarz[1]
- lata 70   – Wanda Dembska – polonistka[1]
- lata 80   – Jarosława Pawletta[1]
- ok. 1983–1990 – Halina Kamieniarz – filolog i prawnik[1]
- 1990–1998 – Marek Stawujak – kulturoznawca i fotografik[1]
- 1998–2001 – Ewa Katarzyna Pietralik – artysta plastyk[1]
- 2001–2008 – Andrzej Syska (ur. 1961) – artysta plastyk, nauczyciel akademicki i profesor sztuk plastycznych[1]
- 2008–2023 – Beata Bregier-Maldzis
- od 2023 – Alicja Chabowska

## Znani absolwenci
- 1947 – Zbigniew Bednarowicz (1927–2012) – artysta plastyk, malarz architektoniczny, witrażysta i autor scenografii teatralnych;[3]
- 1948 – Józef Stasiński (1927–2019) – artysta plastyk specjalizujący się w medalierstwie;[4]
- 1953 – Edmond Niemczyk (1933–2009) – malarz na emigracji we Francji;[5]
- 1954 – Barbara Lis-Romańczuk (ur. 1935) – medalierka i graficzka;[6]
- 1956 – Krzysztof Cander (1936–2006) – malarz;[7]
- 1961 – Zofia Bilińska (ur. 1942) – rzeźbiarka i graficzka;[8]
- 1961 – Jonasz Kofta (1942–1988) – poeta, dramaturg, satyryk, piosenkarz i malarz;[9]
- 1962 – Krystyna Kofta (ur. 1942) – pisarka, polonistka, plastyczka i felietonistka;[10][11][1]
- 1963 – Dobrochna Jurczak-Świtka (ur. ok. 1943) – malarka;[12]
- 1964 – Marek Barbasiewicz (ur. 1945) – aktor teatralny, filmowy i telewizyjny;[13]
- 1964 – Lech Ratajczyk (1945–2002) – malarz, profesor sztuk plastycznych;[13][14][15]
- 1966 – Wojciech Müller (ur. 1947) – grafik i plastyk, profesor sztuk plastycznych, rektor Uniwersytetu Artystycznego w Poznaniu (1990–1996, 2002–2008);[16]
- 1967 – Izabella Gustowska (ur. 1948) – artystka intermedialna;[17]
- 1967 – Krzysztof Kiwerski (ur. 1948) – reżyser, scenarzysta i autor opracowania plastycznego filmów animowanych i pedagog;[17]
- 1970 – Janusz Kapusta (ur. 1951) – rysownik, malarz, scenograf i odkrywca K-drona (1985);[18]
- 1972 – Grzegorz Wons (ur. 1952) – aktor teatralny, filmowy oraz dubbingowy;[19]
- 1973 – Witold Gałka (1953–2001) – historyk sztuki, poznański miejski konserwator zabytków, badacz architektury Poznania i Wielkopolski;[20]
- 1973 – Włodzimierz Gorzelańczyk (ur. ok. 1953) – artysta plastyk, urzędnik, nauczyciel akademicki, wizytator MKiDN;[20][21]
- 1980 – Leszek Knaflewski (1960–2014) – artysta multimedialny, fotograf, profesor Uniwersytetu Artystycznego w Poznaniu;[22]
- 1981 – Bogumiła Jung (ur. 1961) – designerka, projektantka wnętrz, profesor sztuk plastycznych;[23]
- 1984 – Andrzej Karpiński (ur. 1963) – polski artysta wielowątkowy, plastyk i muzyk;[24]
- 1985 – Maciej Odoliński (ur. 1965) – reżyser i scenarzysta;[25]
- 1987 – Tomasz Matusewicz (ur. 1967) – artysta plastyk, rzeźbiarz, nauczyciel akademicki;[26]

## Znani nauczyciele
- Bronisław Bartel (1887–1968) – artysta malarz, dyrektor liceum (1946–1951)[1]
- Edmund Łubowski (1918–1993) – artysta malarz, grafik, twórca realizacji z dziedziny malarstwa ściennego;[1][27]
- Józef Stasiński (1927–2019) – artysta plastyk specjalizujący się w medalierstwie;[1]
- Urszula Brylewska-Łukomska (ur. ok. 1947) – artystka malarka;[1][28]
- Roman Kosmala (ur. 1948) – artysta rzeźbiarz, malarz i rysownik; nauczyciel biologii;
- Elżbieta Krygowska-Butlewska (ur. ok. 1950) – artystka grafik;[1][29]
- Rafał Grupiński (ur. 1952) – polityk, historyk i animator kultury, krytyk literacki, publicysta, wydawca, przedsiębiorca, nauczyciel akademicki, poseł na Sejm V, VI, VII i VIII kadencji;[1]
- Włodzimierz Gorzelańczyk (ur. ok. 1953) – artysta plastyk, urzędnik, nauczyciel akademicki, wizytator MKiDN;[1][21]
- Henryk Starikiewicz (1955–2016) – artysta, malarz, rysownik i grafik;[30]
- Maria Blimel (ur. 1957) – dziennikarka radiowa, reportażystka, zajmująca się problematyką społeczną;[1]
- Andrzej Syska (ur. 1961) – artysta plastyk, nauczyciel akademicki, profesor sztuk plastycznych i dyrektor liceum (2001–2008)[1]
- Małgorzata Kopczyńska (ur. 1972) – artystka rzeźbiarka